# Sweltzer River
Sweltzer River är ett vattendrag i Kanada.   Det ligger i provinsen British Columbia, i den södra delen av landet, 3 500 km väster om huvudstaden Ottawa.
I omgivningarna runt Sweltzer River växer i huvudsak blandskog. Runt Sweltzer River är det mycket glesbefolkat, med 7 invånare per kvadratkilometer.